# Firefighters
Firefighters (en hangul, 소방관; en hanja, 消防官; romanización revisada, Sobang-gwan) es una película surcoreana escrita y dirigida por Kwak Kyung-taek, y protagonizada por Joo Won, Kwak Do-won, Yoo Jae-myung, Lee Yoo-young, Kim Min-jae, Oh Dae-hwan, Lee Joon-hyuk y Jang Young-nam. Se estrenó en Corea del Sur el 4 de diciembre de 2024.

## Sinopsis

### Base real
La película está basada en hechos reales, las operaciones de extinción del gran incendio que se produjo en marzo de 2001 en el área de Hongje-dong, Seúl. Hay un dicho entre los bomberos surcoreanos según el cual «la historia de la lucha contra incendios se divide en antes y después del desastre de Hongje-dong». Después de este incendio provocado, en el que murieron seis operadores de los servicios de rescate, se realizaron muchas mejoras en el equipo y las condiciones de trabajo.

### Trama
Cheol-woong, un bombero novato, es asignado a la Unidad de Rescate de la estación de Bomberos de Seúl. Pronto es enviado a su primera misión con Jin-seop, un bombero veterano que trabaja con un título glorioso: el hombre que ha salvado al mayor número de personas en un incendio. Mientras es abrumado por un fuego devastador y un humo sofocante, Cheol-woong es testigo de que Jin-seop entra a buscar al ocupante de una casa en contra de la orden de retirada del jefe. Justo antes de que el fuego devore el edificio, Jin-seop logra escapar con una niña en sus brazos, pero un colega pierde la vida. El miedo de Cheol-woong se convierte en ira contra Jin-seop y lo culpa por la muerte de su colega. Cuando su conflicto aún está en su apogeo, son llamados para otra escena de incendio que cambia su destino para siempre.

## Reparto
- Joo Won como Choi Cheol-woong, un bombero recién incorporado al servicio en el Departamento de Bomberos del Oeste.[2][3][4]
- Kwak Do-won como Jeong Jin-seop.[5][6]
- Yoo Jae-myung como Kang In-ki, capitán de rescate.[7]
- Lee Yoo-young como Seo-hee, paramédica.[8][9]
- Kim Min-jae como Shin Yong-tae, bombero.[10]
- Oh Dae-hwan como Ahn Hyo-jong.[11]
- Lee Joon-hyuk como Song Ki-cheol.[12][13]
- Jang Young-nam como Do-sun.[14][15]
- Hwang Seong-jun como Hyun-soo.
- Seo Min-ju como Ahn Hyo-min.
- Kim Yool-ho como miembro del equipo 1.
- Heo Jin como Sun-ja.
- Hong Sang-pyo como Seo Kyung-ho.
- Yoo Seong-ju como jefe del equipo de contabilidad.
- Lee Yong-yi como Yong Tae-mo, la madre de Shin Yong-tae (aparición especial).
- Jeong Ki-seop como el dueño de una sastrería.

## Producción
Firefighters está escrita y dirigida por Kwak Kyung-taek. Se rodó entre mayo y septiembre de 2020, pero diversas vicisitudes, como la pandemia de Covid-19 y el escándalo protagonizado por Kwak Do-won (ver párrafo sucesivo) provocaron el aplazamiento del estreno hasta 2024, e incluso su director llegó a temer que no estrenara nunca. El papel de Joo Won había sido asignado en principio a Yoo Seung-ho, pero los retrasos sufridos en preproducción le causaron problemas de agenda y tuvo que retirarse del proyecto.
Kwak Do-won, que interpretó el papel de Jin-seop, protagonizó un escándalo originado por conducir en estado de ebriedad en septiembre de 2022, cuando la película estaba en posproducción, hecho sucedido precisamente tras una cena con el equipo técnico y artístico de la película. Por este motivo su papel fue parcialmente eliminado de aquella, y no participó en las actividades promocionales relacionadas con el lanzamiento, en algunas de las cuales el propio director incluso le afeó públicamente lo sucedido. En particular, se eliminaron todos los primeros planos de una escena en la que Kwak Do-won bebe alcohol.
Para imprimir el mayor realismo al filme (el director «quería que la escena del incendio fuera realmente aterradora. Quería dar una sensación vívida de estar allí»), el rodaje se hizo con fuego real en el 85 % de las escenas, y solo se utilizaron efectos especiales en algunas partes. Los actores se protegieron del calor con un gel especial, y también el humo causó problemas tanto a aquellos como a los técnicos durante la filmación, supervisada por un bombero profesional. Además, había siempre un equipo de bomberos y una ambulancia listos para intervenir en caso de accidente. Pese a todo, la tensión en el set de rodaje fue alta durante las escenas con fuego.
En 2024 comenzaron a extenderse por la industria cinematográfica surcoreana rumores de que Ace Maker Movie Works, que originalmente estaba a cargo de la inversión y distribución, iba a cerrar su negocio de inversión y distribución cinematográfica. El primer cartel se publicó el 17 de octubre, junto con la noticia de que el distribuidor había cambiado a By4M Studio. El 23 de octubre de 2024 lanzó el primer avance en vídeo de Firefighters y anunció que se estrenaría el 4 de diciembre. Pocos días después publicó siete carteles de personajes. El 25 de noviembre se llevó a cabo un pase previo para la prensa. Pero un nuevo percance complicó el estreno, cuando el día antes el presidente Yoon Seok-yeol decretó la ley marcial en el país.

## Estreno y recepción
Firefighters se estrenó el 4 de diciembre de 2024. Ocupó la primera posición en taquilla el día de su estreno, con 112 028 espectadores, y siguió siendo la primera los tres días sucesivos. Superó el medio millón de espectadores en solo cuatro días, el 8 de enero. De toda la cartelera surcoreana, se vio superada solo por Harbin, que mantuvo la primera posición desde el día de su estreno hasta la primera semana de enero. Firefighters fue objeto además de una campaña de beneficencia, conocida como 119 Won Donation Challenge: por cada entrada vendida se donarían 119 wones para la apertura del Hospital Nacional de Bomberos, prevista para 2025. El objetivo era alcanzar el millón de espectadores y por tanto 119 millones de wones. Además, se donarían otros 300 millones de wones si la película superaba su punto de equilibrio financiero, estimado en 2,5 millones de espectadores.
Ese punto de equilibrio se rebasó ampliamente. Al 15 de enero de 2025 había alcanzado los 3 317 304 espectadores en 1594 salas, que habían dejado una taquilla del equivalente a 21 353 715 dólares, con lo que se situaba en la quinta posición entre las películas surcoreanas más taquilleras estrenadas en 2024. Dos días antes, el 13 de enero, la prensa informó de que las donaciones del 119 Won Donation Challenge habían alcanzado ya la cifra de 440 millones de wones.

### Controversias
El éxito de taquilla de la película se vio en peligro debido a una circunstancia relacionada indirectamente con el director Kwak Kyung-taek: su hermano menor, Kwak Gyu-taek, diputado en la Asamblea Nacional, fue uno de los 105 legisladores que no asistieron a la votación sobre el proyecto de ley de destitución contra el presidente Yoon Seok-yeol el 7 de diciembre como consecuencia de su declaración de la ley marcial cuatro días antes. Se detectó entonces una llamada en las redes sociales a boicotear la película, dado que además el director había participado activamente en la campaña electoral de su hermano. Al final, aquel se desmarcó públicamente mediante un comunicado de la posición del diputado, y la película siguió recibiendo una buena acogida por parte del público.

### Repercusiones
El estreno de Firefighters y el éxito que obtuvo despertó el interés del público por las condiciones laborales de los bomberos, que entre otros problemas lamentan una tasa de mortalidad en el trabajo muy superior a la de otras profesiones: por ejemplo, entre 2014 y 2024 fueron 42 los bomberos fallecidos en accidentes laborales.